# 江馬氏城館跡
江馬氏城館跡（えまししろやかたあと）は岐阜県飛騨市神岡町に点在する北飛彈領主江馬氏の居館および城跡群で、中世武家館の様相を窺い知ることのできる遺跡であるとして、昭和55年（1980年）3月21日に国の史跡に指定されている。
史跡に指定されているのは、神岡町殿にある江馬氏下館および背後の保木戸平山頂の高原諏訪城、玄蕃山の寺林城、牛首城山の土城、越中東街道を見下ろす丘陵上に築かれた政元城、上宝への街道沿いにある丘陵上に設けられた洞城、石神城、観音山山頂の傘松城である。

## 各史跡の概要

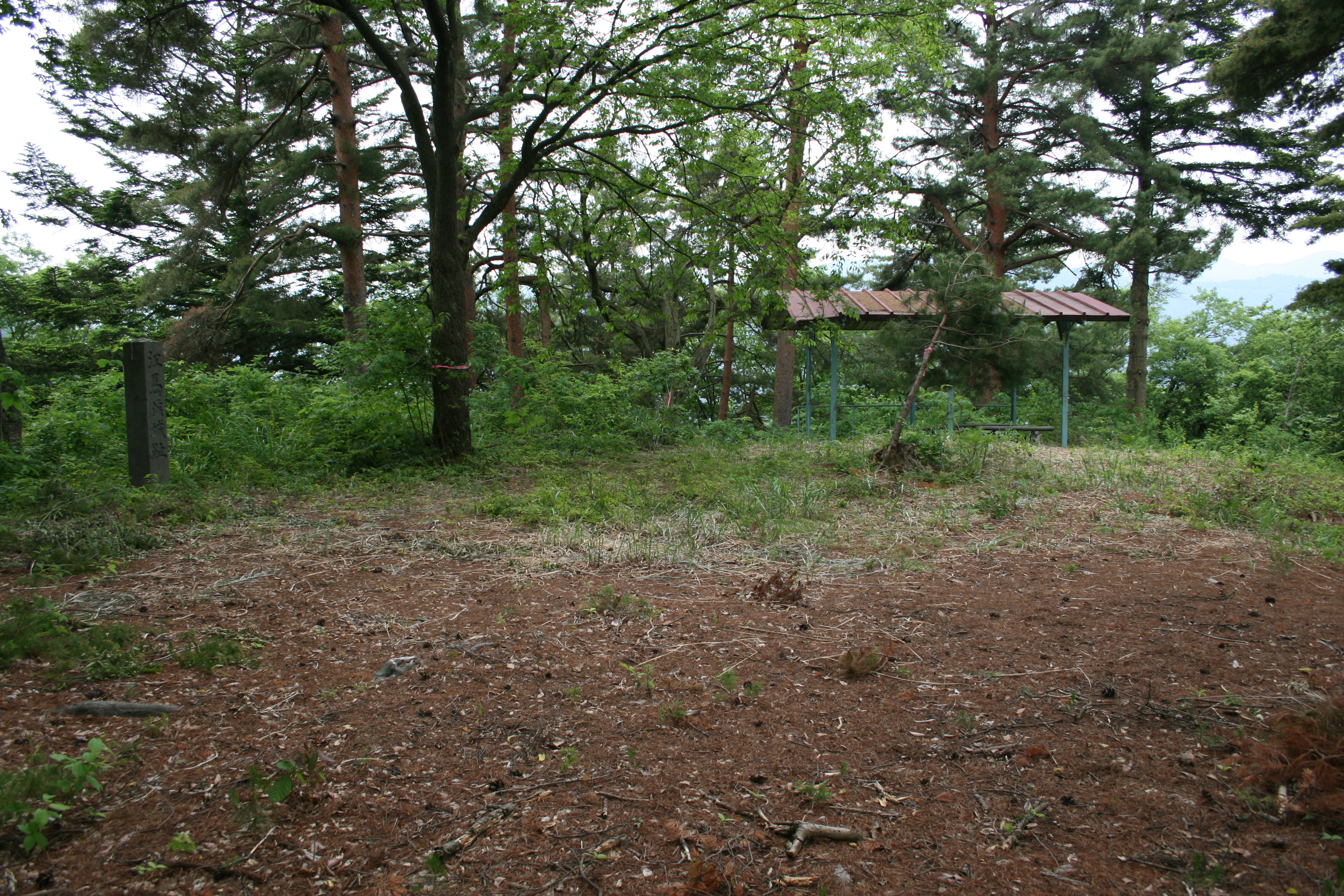
高原諏訪城主郭

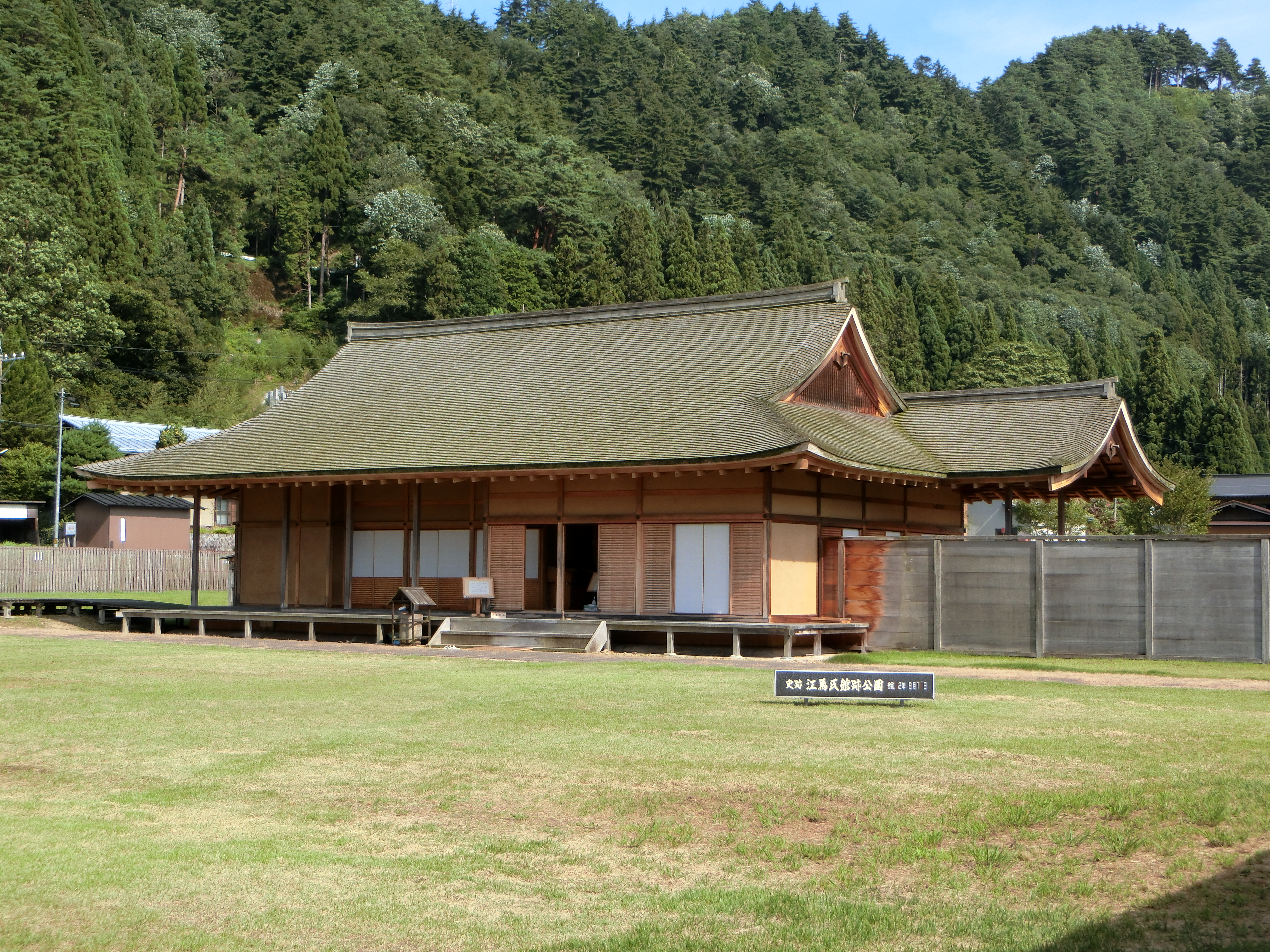
江馬氏下館
飛騨市神岡町殿に所在しており、平時における根拠地であった。西側に薬研堀、北と南に箱堀が設けられており、会所、常御殿、対屋、台所、宿直屋ならびに馬屋の他工房施設が発見されている。会所に面して発見、整備された庭園は中世武家屋敷のものとして希少であり、復元された会所と共に平成29年（2017年）に「江馬氏館跡庭園」（えましやかたあていえん）として国の名勝に指定されており、現在は史跡江馬氏館跡公園となっている。
高原諏訪城
飛騨市神岡町和佐保にあった山城。下館の背後、城山山上に築かれた山城で山之村道と上宝道を監視し有事の際には詰城として用いられた。主に土塁と堀によって構成されているが、築城者及び築城時期は不明。天正10年（1582年）の八日町の戦いで落城したと伝わる。
寺林城
飛騨市神岡町寺林の玄蕃山山頂に築かれた山城で、別名は玄蕃城。天文年間の建造と伝わる。築城者は分かっていないが、城主の名前として寺林玄蕃、寺林蔵之介、寺林大蔵等の名が伝わる。越中東街道を見下ろす位置にあり、街道の監視と姉小路氏への押さえを目的として造られたと考えられる。主郭には虎口が設けられているという構造上の特徴がある。また、付近には馬場の地名が残っている。
政元城
飛騨市神岡町西の大国寺裏山越中東街道の脇街道との分岐点にその押さえとして築かれた山城で、狼煙で各城と連絡を行っていたとみられる。別名山田城。築城時期、築城者は不明。城主の名前として吉村政元、正本主馬が伝わる。山頂の主郭が腰曲輪と堀切により守られる構造となっている。標高が低く、西側の政元奥城が詰め城という説がある。
洞城
飛騨市神岡町麻生野の洞之山山上に立地し、高原郷と鎌倉街道を連絡する上宝道を見下ろす位置にある。麻生野城とも。築城は大永年間とみられている。築城者は不明。城主として江馬時経の次男麻生野直盛とその子慶盛の名が伝わる。
石神城
飛騨市神岡町石神の上宝道沿いにある山の頂にあり、集落を見下ろす位置にある。別名杏城、二越城。江馬時経が築城したと伝わり、腰曲輪を持たない。高原諏訪城以前の居城の可能性が指摘されている。
土城
飛騨市神岡町土の高原川と跡津川合流地点の牛首城山に築かれた山城。別名は鬼ヶ城。越中街道を通って侵入する外敵を監視するために築かれたと考えられている。
傘松城
飛騨市神岡町吉田にある標高802mの観音山山頂に主郭が築かれた山城。別名は吉田城。主郭の北側に堀切が二つ掘られているほか、西側の尾根に三つの堀切と土塁が設けられており、高山や古川からの攻撃を想定した縄張りであると考えられている。構造は16世紀末ごろのもので、八日町の戦いあるいは金森長近の飛彈侵攻まで用いられていたとみられる。13世紀末ごろの城主として左兵衛国家の名が伝わっている。令和6年2月21日に国史跡に追加指定された。

## 文化財

### 国の史跡
- 江馬氏城館跡
  - 下館跡
  - 高原諏訪城跡
  - 傘松跡
  - 土城跡
  - 寺林城跡
  - 政元城跡
  - 洞城跡
  - 石神城跡

1980年（昭和55年）3月21日、高原諏訪城跡、土城跡、寺林城跡、政元城跡、洞城跡、石神城跡、下館跡の7ヶ所が指定。
2024年（令和6年）2月21日、傘松跡が追加指定[12]。

### 国の名勝
- 江馬氏館跡庭園 - 2017年（平成29年）10月13日指定。